# Lørenskog Idrettsforening
Il Lørenskog Idrettsforening è una società calcistica norvegese con sede a Lørenskog. Attualmente milita nella 3. divisjon. Fondato nel 1933, gioca le partite casalinghe al Rolvsrud Stadion. Ha trascorso la maggior parte della sua storia nella terza divisione norvegese, eccetto una parentesi nella prima divisione, datata 2002.
Alcuni calciatori famosi che hanno vestito la maglia del Lørenskog sono John Carew, Henning Berg, Espen Olsen, Kim Holmen e Johan Nås.

## Palmarès

### Competizioni nazionali
- 2. divisjon: 1

2001 (gruppo 4)

### Altri piazzamenti
- 2. divisjon:

Secondo posto: 2004 (gruppo 1), 2008 (gruppo 1), 2012 (gruppo 4)
Terzo posto: 2006 (gruppo 1)
- 3. divisjon:

Terzo posto: 2018 (gruppo 2)